# Kemiri (Mojosongo)
Kemiri is een bestuurslaag in het regentschap Boyolali van de provincie Midden-Java, Indonesië. Kemiri telt 5928 inwoners (volkstelling 2010).